# Garrett Roe
Garrett Roe (* 22. Februar 1988 in Vienna, Virginia) ist ein US-amerikanischer Eishockeyspieler, der zuletzt bis zum Ende der Saison 2024/25 bei den Hershey Bears aus der American Hockey League (AHL) unter Vertrag gestanden und dort auf der Position des Centers gespielt hat. Zuvor war Roe unter anderem sechs Jahre in der Schweizer National League aktiv und stand ebenso eine Saison beim EHC Red Bull München in der Deutschen Eishockey Liga (DEL) unter Vertrag.

## Karriere
Roe begann seine Karriere in der Saison 2004/05 bei den Indiana Ice in der Juniorenliga United States Hockey League (USHL) und absolvierte zwei weitere Spielzeiten für den Klub. Zwischen 2007 und 2011 spielte der Angreifer bei der Universitätsmannschaft der St. Cloud State University in der Western Collegiate Hockey Association (WCHA), die in die National Collegiate Athletic Association (NCAA) eingegliedert ist.
Im Sommer 2011 nahmen ihn die Adirondack Phantoms aus der American Hockey League (AHL) unter Vertrag, somit absolvierte der US-Amerikaner in der Spielzeit 2011/12 seine erste Profisaison. Roe erzielte dabei während seiner zweijährigen Station bei den Phantoms 66 Scorerpunkte in 129 AHL-Partien. Zur Saison 2013/14 wechselte der Stürmer nach Europa und unterschrieb einen Einjahresvertrag beim österreichischen EBEL-Klub EC Red Bull Salzburg.
Im Sommer 2014 wurde er zum EHC Red Bull München in die Deutsche Eishockey Liga (DEL) transferiert, wo Roe in der Saison 2014/15 auflief. Nach Saisonende nutze er eine Ausstiegsklausel, die ausschließlich für die Schweiz galt, und löste seinen laufenden Vertrag auf. Anschließend stand er drei Wochen beim Genève-Servette HC unter Vertrag, ehe er erneut den Klub wechselte und zum Linköping HC in die Svenska Hockeyligan (SHL) ging. Im April 2017 unterzeichnete Roe einen Zweijahresvertrag beim EV Zug aus der Schweizer National League, bevor er auf die Saison 2019/20 zu den ZSC Lions wechselte. Mit den Lions gewann er im Jahr 2019 den Schweizer Cup.
Nach der Saison 2022/23 verließ der US-Amerikaner die Zürcher und kehrte im Juli 2023 nach zehn Jahren in den europäischen Ligen nach Nordamerika zurück. Dort unterschrieb er einen Vertrag bei den Hershey Bears aus der AHL. Mit den Bears gewann Roe im Frühjahr 2024 den Calder Cup.

### International
International vertrat er sein Heimatland bei den Olympischen Winterspielen 2018 und belegte dort mit der Mannschaft, die ohne NHL-Spieler antrat, den siebten Platz. In fünf Spielen steuerte Roe zwei Scorerpunkte bei.

## Erfolge und Auszeichnungen
| - 2008 WCHA Second All-Star Team - 2008 WCHA All-Rookie Team - 2009 WCHA All-Academic Team - 2009 WCHA Third All-Star Team - 2010 WCHA Third All-Star Team - 2011 WCHA All-Academic Team | - 2014 Österreichischer Meister mit dem EC Red Bull Salzburg - 2019 Schweizer Cupsieger mit den EV Zug - 2019 Schweizer Vizemeister mit dem EV Zug - 2019 Topscorer der National-League-Playoffs - 2020 National League Media All-Star-Team - 2024 Calder-Cup-Gewinn mit den Hershey Bears |

## Karrierestatistik
Stand: Ende der Saison 2024/25

### International
Vertrat die USA bei:
- Olympischen Winterspielen 2018

(Legende zur Spielerstatistik: Sp oder GP = absolvierte Spiele; T oder G = erzielte Tore; V oder A = erzielte Assists; Pkt oder Pts = erzielte Scorerpunkte; SM oder PIM = erhaltene Strafminuten; +/− = Plus/Minus-Bilanz; PP = erzielte Überzahltore; SH = erzielte Unterzahltore; GW = erzielte Siegtore; 1 Play-downs/Relegation; Kursiv: Statistik nicht vollständig)